# Daron Malakian
Daron Vartan Malakian (18 de juliol de 1975 Hollywood, Califòrnia, Estats Units) va ser el guitarrista principal a la banda americana (formada per armenis) System of a Down fins a la seva parada indefinida el 2006 i el guitarrista principal de la banda Scars on Broadway.
Malakian ha compost la majoria de les cançons del grup, i, més recentment, n'ha cantat moltes amb en Serj Tankian. Com la resta del grup System of a Down, és de descendència armènia, però és l'únic dels components que ha nascut dintre dels Estats Units (a Los Angeles).
Va estar al lloc núm. 30 en la Llista Mundial de Guitarra "The 100 Greatest Heavy Metal Guitarists Of All Time." (Els 100 Millors Guitarristes de Heavy Metal).

## Història
Daron va néixer com a fill únic d'un pare armeni d'Iraq, Vartan Malakian, i una mare armènia de l'Iran, Zepur Malakian.
Quan era molt petit Daron va entrar al món del heavy metal; un cosí llunyà seu li va tocar una cançó de Kiss quan tenia quatre anys i s'hi va enganxar. Va començar a escoltar a Van Halen, Iron Maiden, Judas Priest, Motörhead i Ozzy Osbourne, a més d'altres. Ell sempre va voler tocar la bateria, però els seus pares li van comprar una guitarra elèctrica, ja que "La bateria no es pot apagar".
Quan era un adolescent, escoltava bandes de heavy metal com Slayer, Venom, Metallica, Pantera, Sepultura i Cannibal Corpse. Més o menys als 17 anys va començar a escoltar The Beatles i Peter, Paul and Mary, les quals considera dues de les seves majors influències com a compositor. Assistí a l'escola armènia Rose and Alex Pilibos a la Petita Armènia de Hollywood, a la qual hi van anar també alguns companys de grup seus, com Serj Tankian i Shavo Odadjian.
Daron encara és un gran fan de Slayer, igual que el seu company de grup Shavo Odadjian, que de vegades porta posades samarretes de Slayer als concerts. Durant la seva infància, també es va fer fan de l'equip d'hoquei LA Kings.

## System of a Down
En Daron va conèixer en Serj Tankian l'any 1993, mentre compartien el mateix local d'assaig en grups diferents. En Serj tocava el teclat per un grup, i en Daron era el cantant d'un altre. Van formar un grup anomenat "Soil" amb en Shavo Odadjian. La banda es va dissoldre aviat i en Tankian i en Malakian van formar un altre grup anomenat "System of a Down", el nom del qual va ser basat en un poema que en Daron escrigué. El títol del poema era "Victims of a Down", però en Serj va pensar que la paraula System entraria més en el públic que Victims, i volien que els seus àlbums es guardessin prop de Slayer. En Shavo Odadjian s'hi va apuntar com a baixista. Aleshores van reclutar l'Andy Khachaturian per la bateria, que va ser reemplaçat pel bateria actual, John Dolmayan, degut una lesió a la mà.
En Malakian va coproduir els àlbums de System of a Down junt amb en Rick Rubin, i també amb The Ambulance i Bad Acid Trip (un grup que pertany al segell d'en Serj Tankian Serjical Strike Records). Ha creat recentment el seu propi segell: EatUrMusic, en la qual el primer grup que hi pertany és el grup Amen. En Malakian també està involucrat en un projecte anomenat Scars on Broadway, amb el vocalista d'Amen, Casey Chaos, i Zach Hill de Hella i Team Sleep. L'any 2003 en Daron Malakian va tocar amb un nombre considerable de celebritats al Celebrity Baseball Game a Hollywood. Va escriure per a aquest acte una cançó sobre l'experiència, "Old School Hollywood", que està inclosa dins de l'àlbum de System of a Down Mezmerize.
En Daron va declarar en una entrevista que el grup no segueix a ningú: "Un munt de grups van seguir Korn. Nosaltres no som un d'aquests grups, però tinc respecte a Korn per ser originals. Penso que és una vergonya que molta gent pensin que han d'imitar això. Tothom ens diu que tenim el nostre propi so. Penso que tenim suficient confiança en els nostres fans per saber que esperen quelcom diferent de nosaltres, el qual està bé perquè ens deixa la porta oberta per fer el que vulguem."

## EatUrMusic
EatUrMusic és l'etiqueta d'en Malakian a través de Sony. Va ser concebuda a finals de l'any 2003 i està inactiva, en part degut al nombre d'altres projectes que acumula en Malakian. Tot i això, en Malakian és selectiu i només deixarà entrar a la insígnia els grups que ell realment creu que es mereixen entrar.
"Honestament crec que si vols afegir un artista," comentava Malakian al web de l'etiqueta, "la cosa més important és que ha de ser com un d'aquells nois en l'audiència. La gent de Sony i jo estem d'acord que només acceptaré aquells artistes dels quals en sóc fan.
El primer grup que va signar a l'etiqueta, el grup punk/metal americà Amen, han marxat de l'etiqueta en acord comú. El cantant d'Amen (Casey Chaos) publicarà la seva música amb la seva pròpia etiqueta des d'ara.
La seva pàgina web i el seu fòrum estan caiguts, però recentment un fòrum nou ha sorgit amb l'esperança de ressuscitar la comunitat d'EatUrMusic.
També hi ha un rumor que diu que l'àlbum de debut de l'altre projecte d'en Malakian, Scars on Broadway, serà publicat sota aquesta insígnia.

## Discografia

### System of a Down
- 1998: System of a Down
- 2001: Toxicity
- 2002: Steal This Album!
- 2005: Mezmerize
- 2005: Hypnotize

### Scars on Broadway
- 2003: Ghetto Blaster Rehearsals (Sessió d'estudi amb Casey Chaos)
- 2008: Scars on Broadway
- 2018: Dictator

## Premis
- L'any 2006, System of a Down va guanyar el seu primer Grammy com la Millor Producció Hard Rock per "B.Y.O.B."
- L'any 2006, van guanyar el "MTV Good Woodie Award" per la seva cançó "Question!".
- L'any 2006, van ser a la posició #14 al VH1 Top 40 Metal Songs amb "Toxicity".
- L'any 2007, van ser nominats per un Grammy a la Millor Producció Hard Rock per la seva cançó "Lonely Day".

## Col·laboracions
- 2000: Metallica amb Serj Tankian i Daron Malakian - "Mastertarium" (En viu)
- 2000: Metallica amb Jonathan Davis i Daron Malakian - "One" (En viu)
- 2003: The Ambulance amb Daron Malakian - "Stop" (En viu)